# Selmecbányai járás

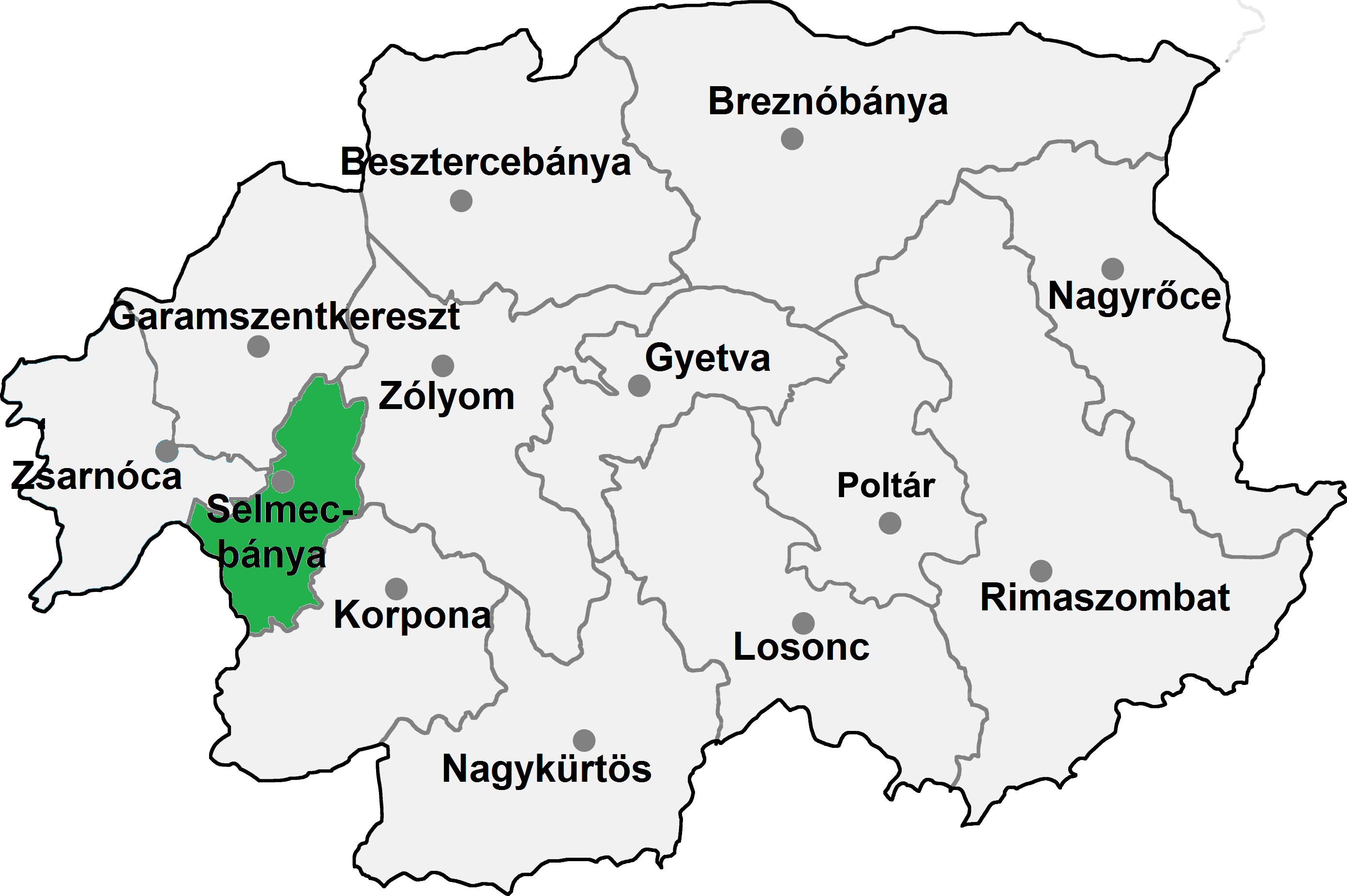
A Selmecbányai járás

A Selmecbányai járás (Okres Banská Štiavnica) Szlovákia Besztercebányai kerületének közigazgatási egysége. Területe 278 km², lakosainak száma 17 151 (2001), székhelye Selmecbánya (Banská Štiavnica). A járás területe nagyrészt az egykori Bars vármegye és Hont vármegye, keleten kis részben az egykori Zólyom vármegye területe volt.

## Népessége
| Év:            | 1994.  | 2004.   | 2014.   | 2024.   |
| -------------- | ------ | ------- | ------- | ------- |
| Emberek száma: | 17 028 | 17 046  | 16 367  | 15 350  |
| Eltérés:       |        | +0,10 % | -3,98 % | -6,21 % |

| Év:            | 2023.  | 2024.   |
| -------------- | ------ | ------- |
| Emberek száma: | 15 407 | 15 350  |
| Eltérés:       |        | -0,36 % |

## A Selmecbányai járás települései
- Bacsófalva (Počúvadlo)
- Bagyan (Baďan)
- Berencsfalu (Prenčov)
- Bélabánya (Banská Belá)
- Béld (Beluj)
- Gyökös (Dekýš)
- Hegybánya (Štiavnické Bane)
- Illés (Ilija)
- Kövesmocsár (Močiar)
- Magaslak (Vysoká)
- Selmecbánya (Banská Štiavnica)
- Szentantal (Svätý Anton)
- Teplafőszékely (Podhorie)
- Tópatak (Banský Studenec)
- Zólyomkecskés (Kozelník)